# نیمه-آریانیسم
نیمه آریانیسم یا نیمه آریانی (انگلیسی: Semi-Arianism) موضعی بود در رابطه با رابطه خدا پدر و پسر خدا، که توسط برخی از مسیحیان قرن چهارم اتخاذ شد. گرچه این آموزه تعالیم آریانیسم را اصلاح کرد، اما همچنان این آموزه را که پدر، پسر و روح القدس (تثلیث) ابدی هستند، و از یک جوهر، یا هم جوهری یا همسویگی هستند، را رد کرد؛ بنابراین بسیاری از مسیحیان معاصر آن را بدعت دینی می‌دانند.
آریوس معتقد بود که پدر، پسر و روح القدس سه جوهر یا جوهر مجزا هستند ذات الهی و پسر و روح الوهیت خود را از پدر گرفته، آفریده شده‌اند و از الوهیت پدر پست‌تر هستند. . نیمه آریانی‌ها اظهار داشتند که پسر «از جوهر مشابه» به عنوان پدر است اما نه «از یک جوهر».